# 羅峻明
羅峻明（1872年12月24日—1938年5月3日），字憐友，號潤堂，臺灣書法家，其書法楷、行、隸、篆均獨樹一格，其中又以中楷為最。其作品因自我要求甚嚴，且僅贈不賣，故留傳者甚少。曾於1937年參加中華民國舉辦的全國書法展覽會，以其柳體正楷作品榮獲第二名。
而在書法之外，他在年輕時曾做過製冰會社社員與郵便局通信事務員，後來又曾擔任過第一屆嘉義街協議會員，任期兩年屆滿即遠離官場。